# Cynthia Eckert
Cynthia Eckert (Evanston, 27 de octubre de 1965) es una deportista estadounidense que compitió en remo. Su esposo, John Rusher, compitió en el mismo deporte.
Participó en dos Juegos Olímpicos de Verano, obteniendo una medalla de plata en Barcelona 1992, en la prueba de cuatro sin timonel, y el quinto lugar en Seúl 1988, en la misma prueba.
Ganó dos medallas de plata en el Campeonato Mundial de Remo, en los años 1990 y 1991.

## Palmarés internacional
| Juegos Olímpicos   | Juegos Olímpicos     | Juegos Olímpicos | Juegos Olímpicos   |
| Año                | Lugar                | Medalla          | Prueba             |
| ------------------ | -------------------- | ---------------- | ------------------ |
| 1992               | Barcelona (España)   | Medalla de plata | Cuatro sin timonel |
| Campeonato Mundial |                      |                  |                    |
| Año                | Lugar                | Medalla          | Prueba             |
| 1990               | Tasmania (Australia) | Medalla de plata | Ocho con timonel   |
| 1991               | Viena (Austria)      | Medalla de plata | Cuatro sin timonel |